# Калиновка (Синельниковский район)
Калиновка (укр. Калинівка) — село,
Зайцевский сельский совет,
Синельниковский район,
Днепропетровская область,
Украина.
Код КОАТУУ — 1224882002. Население по переписи 2001 года составляло 127 человек.

## Географическое положение
Село Калиновка находится на расстоянии в 0,5 км от села Новопавлоградское и в 3-х км от села Зайцево.
По селу протекает пересыхающий ручей с запрудой.